# Ove Juul (vicekansler)
 Der er flere personer med dette navn, se Ove Juul.
Ove Juul (23. oktober 1615 på Villestrup – 29. maj 1686 sammesteds) var en dansk godsejer, vicestatholder i Norge og vicekansler.

## Baggrund og uddannelse
Han var søn af Iver Juul og Ingeborg Parsberg. Efter at have gået i Sorø Skole foretog han 1633-39 en udenlandsrejse, under hvilken han først studerede i Wittenberg, gentagne gange besøgte England og Nederlandene, men navnlig opholdt sig i Frankrig og Italien; hans dagbogsoptegnelser vidner om en ikke almindelig interesse for, hvad han mødte af kunst og andre seværdigheder.

## Tidlige hverv
Straks efter sin hjemkomst blev han hofjunker, fulgte med rigsråderne Corfitz Ulfeldt og Gregers Krabbe, da de 1640 gik som gesandter til England, blev 1641 kammerjunker hos de af kongen opdragne fyrster Frans Philip af Glücksborg og Hans Bugislav af Nordborg og var 1647-48 hofmester hos den første af disse og hans broder Christian på deres rejse til Nederlandene og Frankrig. 13. juni 1649 havde han i København bryllup med Kirstine Urne, datter af Frederik Urne til Bregentved, forlenedes 1653 med det ikke bortsolgte krongods i Svenstrup Len og gik 1655 som resident til Stockholm. Hans ophold her blev dog kun kort på grund af Carl Gustavs krigstog til Polen; derimod sendtes han i februar 1656 til den svenske konge, der da befandt sig i Preussen, dels for at meddele ham, at der ikke kunne være tale om at slutte nogen traktat med ham, uden at Generalstaterne var optagne i denne, dels og vistnok navnlig for i det hele at holde øje med hans færd. De erfaringer, han her indhøstede, bevirkede, at han efter sin tilbagekomst til Danmark under stændermødet i Odense i februar 1657, hvor krigen mod Sverige i virkeligheden besluttedes, bestemt tilrådede at gøre et aggressivt stød mod Pommern, men, som han skriver i sin dagbog, "andres Tanker vare paa Bremen, til vor store Ulykke".

## Under Karl Gustav-krigene
Snart kom dog det tidspunkt, hvor Frederik III bestemte sig til på ny at benytte hans hjælp og hans kendskab til svenskekongen. Da denne i februar 1658 stod som sejrherre på Sjælland, og de underhandlinger, som rigshofmesteren Joachim Gersdorff og rigsråden Christen Skeel havde åbnet med ham i Vordingborg, ikke havde ført til noget resultat, sendtes Ove Juul til ham i en særlig mission for at søge en tålelig fred med udsigt til en besegling af den ved en nærmere alliance mellem de nordiske riger. Han opnåede også, at Carl Gustav lovede, at hans hær skulle blive stående stille et par dage. Da så underhandlingerne genoptoges i Taastrup, overdroges det Ove Juul at forsøge på at vinde Corfitz Ulfeldt, den svenske konges betroede minister, ved store løfter. Dette blev dog forgæves, men da efter præliminærfredens undertegning i Taastrup, til hvilken Ove Juul havde medvirket, den endelige fred skulle sluttes i Roskilde, sendtes han atter af Frederik III til Carl Gustav, hvem han traf i Køge, og opnåede her, at svenskekongen gav afkald på sit forlangende om at få 2000 mand fodfolk. Efter fredslutningen sendtes han for fjerde gang til Carl Gustav for at anmode ham om, at de danske tropper måtte blive nogen tid i Skåne, en mission, der nær havde bragt krigen til atter at udbryde. Dog trak uvejret over, og Ove Juul sammen med Henrik Bielke afhentede Carl Gustav 3. marts for at ledsage ham til det mærkelige møde med Frederik III på Frederiksborg.

## Opstigen til magtens tinde
Det er klart, at han under disse forhold var kommet i stor gunst hos sin konge, muligvis har også hans betydelige dannelse bidraget sit hertil. Umiddelbart efter freden forlenedes han med Mariager Kloster, og i perioden mellem de to svenskekrige overdroges ham gentagne gange atter missioner til Carl Gustav. Først sendtes han i april til ham i Gøteborg for at ordne striden om de ryttere, Frederik III skulle overlevere til svenskerne; her fattede han allerede mistanke om, at Carl Gustavs planer sigtede til en ny krig, og denne mistanke voksede, da han anden gang sendtes til ham på Gottorp i juli måned; efter sin hjemkomst gjorde han Frederik III opmærksom på grundene til sin frygt og rådede til en hurtig afslutning af forhandlingerne med Sverige for at undgå en ny krig. Efter dennes udbrud opholdt han sig for det meste på sin gård Kragerup i Sjælland og spillede ingen rolle i de store begivenheder.
Da så det store stændermøde trådte sammen i september 1660 i København, møder vi Ove Juul trods hans hidtidige nøje forhold til kongen mellem den bestående forfatnings ivrigste tilhængere; han var en af adelstandens befuldmægtigede under forhandlingerne med de andre stænder, og til ham henføres den stolte ytring: "end ikke kongen kan imponere adelen noget". Men desuagtet veg Frederik III's nåde ikke fra ham. I marts 1661 var han medlem af den kommission, der skulle forhandle i Malmø om kongens køb og afståelse af skånske adelsgodser til Sverige som vederlag for Bornholm, samme år i september blev han assessor i Kancellikollegiet og tillige amtmand over Aalborg Amt med dets underliggende len i Vendsyssel samt over Dronningborg Amt; Mariager Amt beholdt han desuden til dets udlægning til kronens kreditorer 1664.
I de følgende år benyttedes han også i forskellige hoftjenester. Øjensynlig havde han hurtig sluttet sig til det nye regimente. Men stærkest viste dette sig, da han i februar 1669 udnævntes til gehejmeråd, assessor i Statskollegiet og Højesteret og tillige til vicestatholder i Norge. Grunden til denne ophøjelse var uden tvivl nærmest hans nøje tilknytning til den mægtige minister Christoffer Gabel; umiddelbart derefter forlovedes hans datter med dennes søn Frederik, og han havde således åbent brudt med det store parti inden for hans standsfæller, der betragtede Gabel som sin værste fjende. Til Norge rejste han i oktober 1669 og blev der, til han i august 1671 med orlov tog tilbage til Danmark. Under sit ophold her mistede han 16. februar 1672 sin hustru; i maj samme år vendte han tilbage til Norge og blev der i to år. Imidlertid var hans velynder Gabel blevet styrtet, og et øjeblik havde man ventet hans afskedigelse som vicestatholder som følge heraf; men hans stilling blev urokket, han blev 1671 Dannebrogsridder ved ordenens indstiftelse og knyttede sig foreløbig nøje til Griffenfeld. Men i rette tid skilte han sin sag fra dennes, blev straks efter hans fald, i april 1676, udnævnt til vicekansler i Danske Kancelli og præses i den af ham selv kaldte "vanskelige kommission", som dømte den styrtede rigskansler. Fra vicekanslerembedet afskedigedes han i december 1679. Derefter blev han 1680 medlem af den kommission, der for tredje gang skulle revidere udkastet til Danske Lov, og endelig i oktober 1681 udnævnt til stiftamtmand over Aarhus Stift og amtmand over Aarhusgaard Amt, Kalø og Stjernholm Amter. Som medlem af den kommission, der skulle dømme i sagen mod Oluf Rosenkrantz i anledning af dennes skrift Apologia nobilitatis danicæ, stemte han 1682 for, at Rosenkrantz skulle miste sin gehejmerådscharge og bøde 6.000 rigsdaler, desuden skulle den omtvistede bog forbydes.
Han døde 29. maj 1686. Hans litterære interesser viste sig, foruden i hans vidtløftige og som historisk kilde vigtige dagbogsoptegnelser, blandt andet i hans besiddelse af et bibliotek og i hans udarbejdelse af et skrift om romerske mønter; 1676 var han også blevet medlem af en kommission, der skulle undersøge den af Vitus Bering forfattede danske krønike. Hans portræt gør et alt andet end behageligt indtryk; det fyldige ansigt skæmmes af stærkt markerede, ufine, nærmest brutale træk.
Han er begravet i Astrup Kirke.

## Gengivelser
- Tegnet selvportræt 1663
- Portrætmaleri af Abraham Wuchters 1669 (Ravnholt), gentagelse (Det Nationalhistoriske Museum på Frederiksborg Slot), stik derefter af Hubert Schaten 1671, kopi bl.a. af Peter Ilsted 1895 (Det Nationalhistoriske Museum på Frederiksborg Slot, deponeret på Gammel Estrup)